# Vital Range
Vital Range är ett berg i Kanada.   Det ligger i provinsen British Columbia, i den centrala delen av landet, 3 600 km väster om huvudstaden Ottawa. Toppen på Vital Range är 1 860 meter över havet, eller 96 meter över den omgivande terrängen. Bredden vid basen är 0,98 km.
Terrängen runt Vital Range är huvudsakligen kuperad. Trakten runt Vital Range är nära nog obefolkad, med mindre än två invånare per kvadratkilometer.. Det finns inga samhällen i närheten.
I omgivningarna runt Vital Range växer i huvudsak barrskog.